# Gynoplistia marpanye
Gynoplistia marpanye là một loài ruồi trong họ Limoniidae. Chúng phân bố ở miền Australasia.